# Station Lukasine
Station Lukasine is een spoorwegstation in de Poolse plaats Racibórz.